# Kabinett Baden

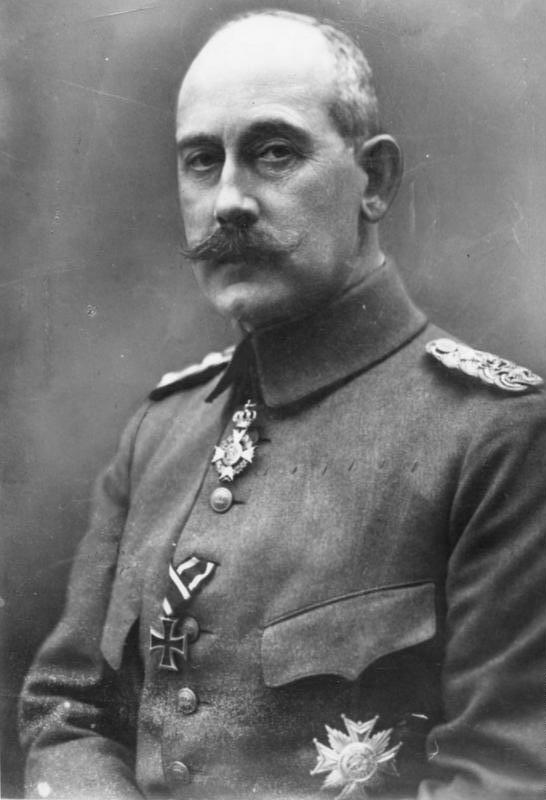
Max von Baden

Das Kabinett Baden war die vom 3. Oktober bis zum 9. November 1918 amtierende Reichsregierung des Deutschen Reiches in der Schlussphase des Ersten Weltkriegs, und somit die letzte Regierung während des Kaiserreichs. Sie war zugleich die erste Reichsregierung, in der Sozialdemokraten mitregierten. Im Zuge der Novemberrevolution verkündete Reichskanzler Max von Baden die Abdankung des Kaisers und übertrug, was nicht von der bis dahin geltenden Verfassung gedeckt war, sein Amt an Friedrich Ebert, den Vorsitzenden der damals stärksten Reichstagsfraktion, der Mehrheits-SPD. Ebert bildete nach der Ausrufung der deutschen Republik (nachträglich unter der Bezeichnung Weimarer Republik) den Rat der Volksbeauftragten aus MSPD und USPD. Unter Aufsicht dieses Revolutionsorgans blieben die Staatssekretäre allerdings im Amt (siehe Kabinett Ebert).

## Zusammensetzung
| Kabinett Baden 3. Oktober bis 9. November 1918 | Kabinett Baden 3. Oktober bis 9. November 1918 | Kabinett Baden 3. Oktober bis 9. November 1918    | Kabinett Baden 3. Oktober bis 9. November 1918 | Kabinett Baden 3. Oktober bis 9. November 1918 |
| ---------------------------------------------- | ---------------------------------------------- | ------------------------------------------------- | ---------------------------------------------- | ---------------------------------------------- |
| Reichskanzler                                  |                                                | Prinz Max von Baden                               |                                                | parteilos                                      |
| Vizekanzler                                    |                                                | Friedrich von Payer                               |                                                | FVP                                            |
| Auswärtiges Amt                                |                                                | Wilhelm Solf                                      |                                                | parteiloser Liberaler                          |
| Inneres                                        |                                                | Max Wallraf bis 6. Oktober 1918                   |                                                | parteiloser Konservativer                      |
| Inneres                                        |                                                | Karl Trimborn                                     |                                                | Zentrum                                        |
| Justiz                                         |                                                | Paul von Krause                                   |                                                | NLP                                            |
| Marine                                         |                                                | Eduard von Capelle bis 7. Oktober 1918            |                                                | parteilos                                      |
| Marine                                         |                                                | Paul Behncke                                      |                                                | parteilos                                      |
| Wirtschaft                                     |                                                | Hans Karl Freiherr von Stein zu Nord- und Ostheim |                                                | parteilos                                      |
| Ernährung                                      |                                                | Wilhelm von Waldow                                |                                                | parteiloser Konservativer                      |
| Arbeit                                         |                                                | Gustav Bauer                                      |                                                | SPD                                            |
| Post                                           |                                                | Otto Rüdlin                                       |                                                | parteilos                                      |
| Schatz                                         |                                                | Siegfried Graf von Roedern                        |                                                | parteilos                                      |
| Kolonien                                       |                                                | Wilhelm Solf                                      |                                                | parteiloser Liberaler                          |
| ohne Geschäftsbereich                          |                                                | Philipp Scheidemann                               |                                                | SPD                                            |
| ohne Geschäftsbereich                          |                                                | Matthias Erzberger                                |                                                | Zentrum                                        |
| ohne Geschäftsbereich                          |                                                | Adolf Gröber                                      |                                                | Zentrum                                        |
| ohne Geschäftsbereich                          |                                                | Conrad Haußmann ab 14. Oktober 1918               |                                                | FVP                                            |